# Мёлан (графство)

Герб графов де Мёлан

Мёла́н (фр. Meulan) — небольшое графство на границе Иль-де-Франса и Нормандии в Средние века. В настоящее время его территория входит в состав департамента Ивелин.

## География
Графство Мёлан возникло в конце X века на небольшой территории вдоль Сены, по всей видимости выделившись из состава более крупного графства Вексен. Первоначально в состав графства входили земли по правому берегу Сены от границ Нормандии до Мёлана, а также некоторые области на левом берегу, включая виконтство и город Мант. В XI веке Мант был потерян, перейдя под непосредственное управление короля Франции. Административным центром графства был город Мёлан. Другими значимыми населёнными пунктами являлись Ла-Рош-Гюйон на нормандской границе, а также монастырь Сен-Мартен-ла-Гаренн. По крайней мере с XI века графство являлось вассалом королей Франции.

## История

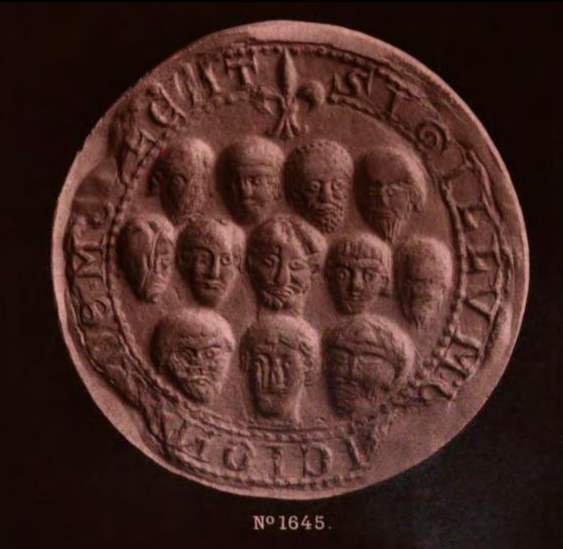
Графство Мёлан в 1100 г.
Домен короля Франции
Территория графства Мёлан
Герцогство НормандияЗелёным обозначены города графства Мёлан

Первым достоверно известным графом Мёлана был Галеран III де Мёлан, который в документе 1015 г. упоминается с титулом графа. О его предшественниках известно мало. Возможно, уже в середине X века на берегах Сены существовало небольшое феодальное владение с центром на речном острове напротив современного Мёлана. Его правители носили титул виконтов и подчинялись графам Вексена. Галеран III и его сын Гуго проводили достаточно независимую политику, сопротивляясь попыткам короля Франции расширить территорию своего домена в Иль-де-Франсе. В 1077 г. Вексен перешёл под власть короля Филиппа I, в результате чего графы Мёлана оказались прямыми вассалами французских королей. Это заставляло их искать сближения с Нормандским герцогством, являющимся сдерживающим фактором для экспансии королевской власти в регионе. Уже в 1045 г. дочь Галерана III Аделина была выдана замуж за Рожера де Бомона, крупного нормандского аристократа и соратника Вильгельма Завоевателя. После смерти Аделины в 1081 г. титул и владения графа де Мёлана перешли к сыну Рожера Роберту, занимавшему одну из ведущих позиций в администрации королей Англии и герцогов Нормандии.
С обострением франко-английских отношений в начале XII века положение графства де Мёлан, находящегося на границе этих монархий, и его правителя, являющегося вассалом двух королей, резко обострилось. Хотя Роберт де Бомон был пэром короля Франции, центр его интересов находился в Англии, где он в 1107 г. стал графом Лестером. В военном противостоянии королей Франции и Англии граф де Мёлан занял сторону последней. В 1109 г. французский король Людовик VI разрушил замок Мёлан на острове, что вынудило графа основать новый город Мёлан на правом берегу Сены. Остров, однако, сохранил своё значение для графства, став местом сбора пошлин за провоз товаров по реке. Позднее графы де Мёлан перешли на сторону французского короля и стали одними из инициаторов мятежей нормандских баронов против жёсткой централизаторской политики Генриха I. Это привело к конфискации в 1124 г. владений Бомонов в Нормандии и аресту графа Галерана IV. Позднее он был отпущен и на протяжении нескольких десятилетий играл одну из центральных ролей в политической борьбе как в Англии, так и в Нормандии. 
Графство Мёлан просуществовало до начала XIII века. В 1203 г. французский король Филипп II Август сместил последнего графа де Мёлана и захватил его территорию. В следующем году была завоёвана Нормандия. Мёлан вошёл в состав домена короля Франции.
В 1298 г. Мёлан и округа вошли в состав графства Эврё, переданного младшему сыну французского короля Филиппа III Людовику д'Эврё. В составе апанажа принцев из Эврё-Наваррской линии Капетингов Мёлан оставался до 1404 г., когда он вновь вернулся в королевский домен. Позднее титул графа де Мёлан присваивался Оливье ле Дену, фавориту Людовика XI, и Франсуа Анжуйскому, сыну Генриха II, однако оба они не оставили наследников.

## Список графов де Мёлан

### Виконты де Мёлан
- до 985/987 : Галеран I де Мёлан;
- после 985/987 : Галеран II де Мёлан, сын предыдущего;
- до 1005 : Гуго I де Мёлан, сын предыдущего.

### Графы де Мёлан
- 1005—1069 : Галеран III де Мёлан, сын предыдущего;
- 1069—1077 : Гуго II де Мёлан, сын предыдущего;
- 1077—1081 : Аделина де Мёлан, сестра предыдущего, замужем за Рожером де Бомоном, сеньором Бомон-ле-Роже;
- 1081—1118 : Роберт I де Бомон, сын предыдущей, граф Лестер;
- 1118—1166 : Галеран IV де Бомон, сын предыдущего, граф Вустер;
- 1166—1204 : Роберт II де Бомон, сын предыдущего;
- 1182—1191 : Галеран V де Бомон, сын предыдущего.

- 1204 : Графство Мёлан вошло в состав домена королей Франции.

### Титулярные графы де Мёлан
- 1474—1484 : Оливье ле Ден, фаворит французского короля Людовика XI;
- 1582—1584 : Франсуа, сын французского короля Генриха II, герцог Анжуйский.